# Samuil Buachidze
Samuil Grigorievich Buachidze (en georgiano: სამუელ გრიგოლის ძე ბუაჩიძე; Partsjnali, 5 de junio de 1882-Vladikavkaz, 20 de junio de 1918), revolucionario bolchevique que fue uno de los líderes de la Revolución de Octubre en el Cáucaso norte.

## Biografía
Samuil Buachidze nacióen 1882 en una familia campesina numerosa de pequeñas tierras en el pueblo de Partsjnali, uyezd de Shorapan de la gobernación de Kutaisi. Se graduó de una escuela agrícola y de cursos de magisterio. 
En 1902 se unió al Partido Obrero Socialdemócrata de Rusia (POSDR) y en 1905, fue uno de los organizadores de las imprentas clandestinas y la lucha armada de los campesinos en el oeste de Georgia. En enero de 1906, huyendo de la persecución, cruzó el paso de Mamisón hacia Osetia del Norte, donde comenzó a participar en actividades revolucionarias en Vladikavkaz y posteriormente, en Rostov del Don y Moscú. En 1910 sería arrestado y condenado a 4 años de trabajos forzados y al destierro indefinido. En mayo de 1911, huyó del exilio siberiano a Georgia, donde fue condenado a muerte en rebeldía.
En 1912 emigró a través de Turquía al extranjero. Desde 1914 trabajó junto a los socialdemócratas búlgaros Dimitar Blagóev y Gueorgui Dimitrov, pero ya en 1915 fue expulsado del país. Vivió en Suiza, donde trabajó en asignaciones del Comité Central del POSDR bolchevique. 
Después de la Revolución de febrero, por instrucciones de Lenin, organizó el envío del segundo grupo de emigrantes políticos a Rusia. Participó en el primer y segundo congreso de los pueblos del Térek, siendo miembro del Consejo del Pueblo Térek. En ellos, Buachidze fue elegido presidente del Consejo de Comisarios del Pueblo de Terek.
En abril de 1917 regresó a su tierra natal. Primero fue elegido miembro, luego miembro del Presidium del Consejo de Vladikavkaz y posteriormente, presidente del Comité Vladikavkaz del POSDR bolchevique. Desde marzo de 1918, Samuil Buachidze fue nombrado presidente del Consejo de Comisarios del Pueblo de la República Soviética del Térek.
Buachidze fue asesinado en junio de 1920 en una manifestación de cosacos blancos cerca del cuartel de Apsheron en Vladikavkaz.

## Homenajes
Hasta 2015, la calle Kanta Abdurakhmanov en Grozni llevaba el nombre de Noah Buachidze. En 1992, en Vladikavkaz, la calle Noah Buachidze se fusionó con la calle Tbilisskaya en la vía más larga de la ciudad, que se llamó avenida Kosta. En las ciudades caucásicas de Piatigorsk, Yessentuki y Mineralnye Vody, todavía se conservan las calles que llevan el nombre de Noah Buachidze.
También hay un busto en la tumba de su pueblo natal.